# Khalkha (dialekt)
Khalkha, eller chalch (Халх; [χɑɬχ]), är en dialekt av mongoliska som talas av omkring 2,3 miljoner människor. Den är standardspråk i Mongoliet och används av majoriteten (70-85%) av invånarna. Khalkha har en nordlig och en sydlig variant, där den nordliga är den som talas i Ulan Bator.
Khalkha kan också benämna de mongoler som talar denna dialekt. 